# Bacchisa atrocoerulea
Bacchisa atrocoerulea là một loài bọ cánh cứng trong họ Cerambycidae.